# آر لي إيرمي
آر لي إيرمي(بالإنجليزية: Ronald Lee Ermey)‏ولد في مارس22 عام 1944,وهو عسكري أمريكي في قطاع قوات مشاة بحرية الولايات المتحدة كرقيب تدريب عسكري، وممثل أيضاً. وهو معروف بدور رقيب التدريب هارتمان في الفليم فول ميتل جاكيت.

## وصلات خارجية
- Official website for R. Lee Ermey
- Official website for Gunny Ermey's Mail Call Forum
- Official website for Mail Call
- آر لي إيرمي على موقع IMDb (الإنجليزية)
- آر لي إيرمي على موقع روتن توميتوز (الإنجليزية)
- آر لي إيرمي على موقع ألو سيني (الفرنسية)
- آر لي إيرمي على موقع ميوزك برينز (الإنجليزية)
- آر لي إيرمي على موقع تيرنر كلاسيك موفيز (الإنجليزية)
- آر لي إيرمي على موقع أول موفي (الإنجليزية)
- آر لي إيرمي على موقع قاعدة بيانات الأفلام السويدية (السويدية)
- آر لي إيرمي على موقع إن إن دي بي (الإنجليزية)
- آر لي إيرمي على موقع قاعدة بيانات الفيلم (الإنجليزية)
- آر لي إيرمي على موقع كينوبويسك (الروسية)
- R. Lee Ermey interview with Radar magazine
- Articles of Fandom[وصلة مكسورة] Gunny Sarg - Sound off like you got a pair
- Alamo Drafthouse Don't Talk PSA على يوتيوب